# Copyfraud

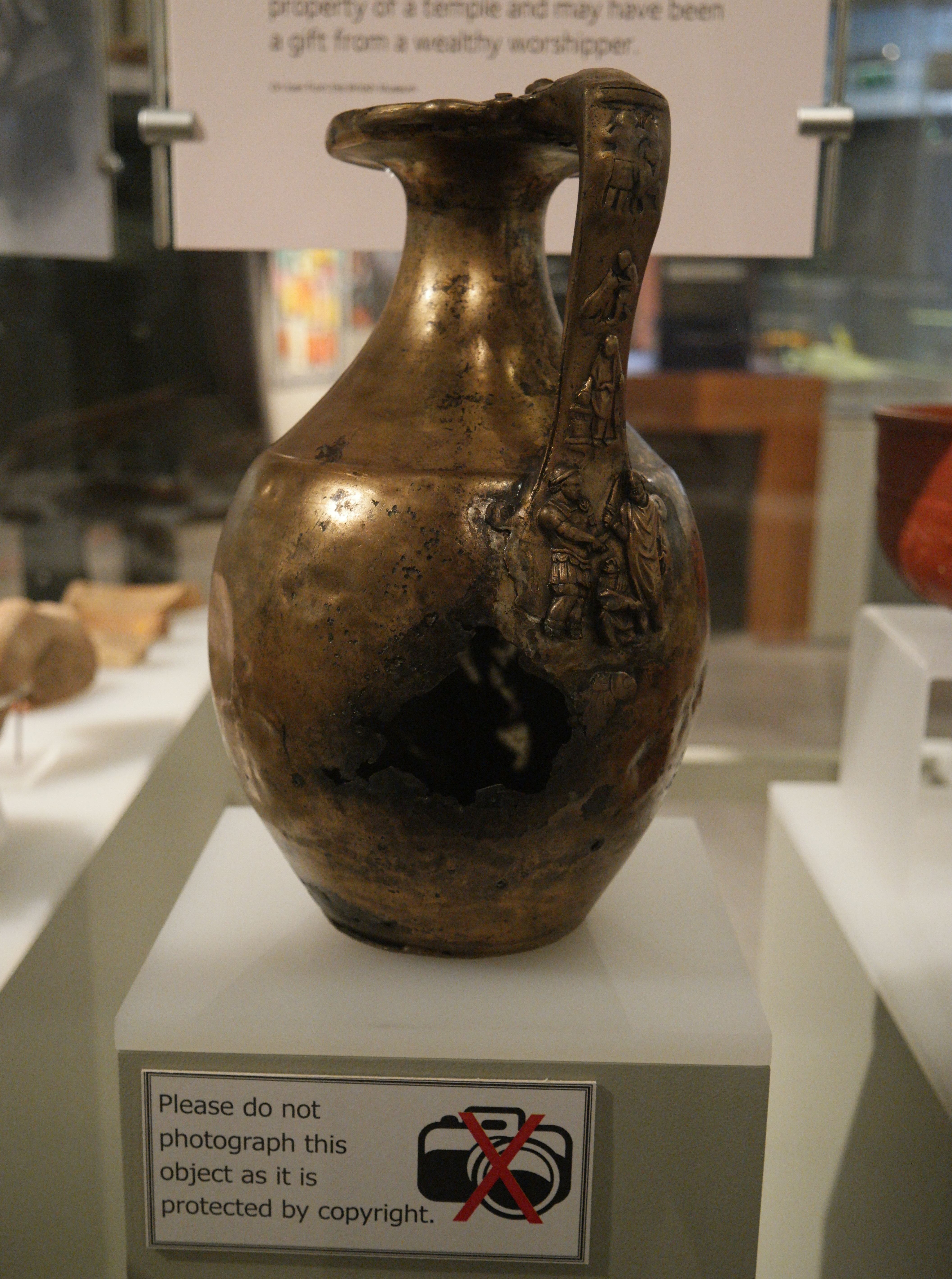
Brocca in bronzo del II secolo detenuta dal British Museum, con falsa rivendicazione di copyright, mentre era in prestito al Tullie House Museum

Il copyfraud è una falsa rivendicazione di copyright affermata da un singolo individuo o di un'istituzione rispetto a contenuti che in realtà cadono sotto il dominio pubblico, enunciata allo scopo di ottenere il controllo su quei contenuti. Queste rivendicazioni sono improprie perché il materiale che non è protetto da copyright può essere legalmente utilizzato liberamente, modificato e riprodotto da tutti, in alcuni paesi illecite ai sensi delle leggi nazionali sul copyright, come negli Stati Uniti e dell'Australia. L'espressione copyfraud include anche quelle rivendicazioni da parte di persone, editori, musei e altri enti, che, pur essendo legittimi titolare di diritti sull'oggetto, consapevolmente o con un costrutto legale, rivendichino a sé diritti superiori a quanto consentito dalla legge.
Il termine "copyfraud" fu coniato da Jason Mazzone, professore di diritto presso l'Università dell'Illinois. Poiché il copyfraud gode di scarsa o nessuna attenzione da parte delle autorità sono quindi scarse le azioni legali per contrastarlo, è un fenomeno che esiste su vasta scala, con milioni di opere in dominio pubblico falsamente etichettate come protette da copyright. Conseguentemente molte aziende e privati effettuano pagamenti inutili per licenze di utilizzo nei confronti di opere che sono libere essendo di pubblico dominio. Mazzone afferma che il copyfraud soffoca la riproduzione valida di materiale libero, scoraggia l'innovazione e mina i diritti della libertà di parola.

## Questioni legali

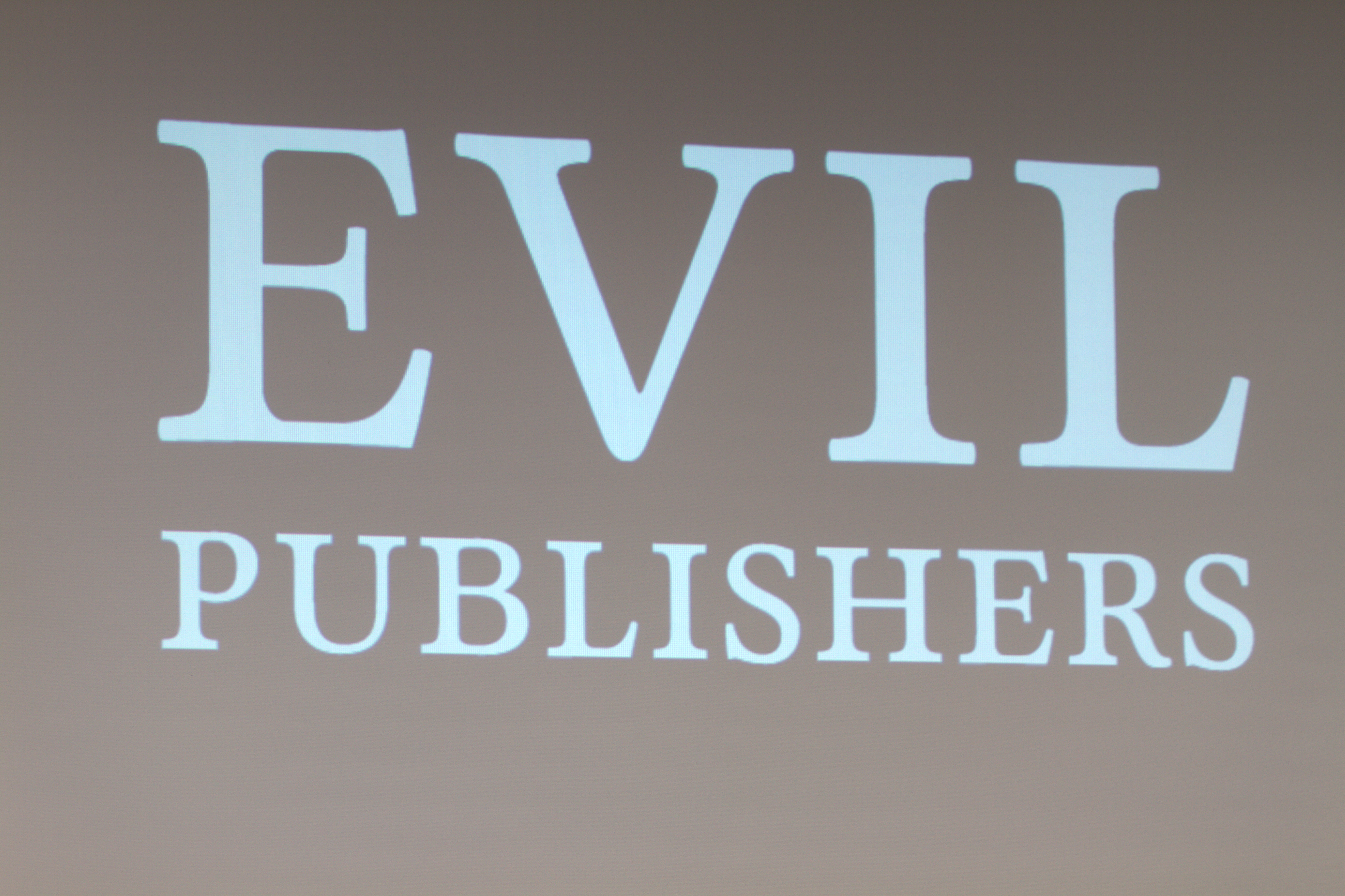
Ironia sul copyfraud durante Wikimania 2012

Questa rivendicazione illegale, è colloquialmente indicata come presunzione di diritti di proprietà e tecnicamente come copyfraud' .
Il copyfraud, essendo una falsa dichiarazione di copyright provoca una protezione fraudolenta dei contenuti ad accesso libero al fine di controllarne l'utilizzo, ad esempio con l'apposizione di indicazione di un copyright su opere di pubblico dominio.
Mazzone individua quattro casi tipici di copyfraud:
1. Dichiarazione di possedere il copyright su materiale di dominio pubblico;
2. Imposizione, in particolare da parte del titolare dei diritti, di limitazioni d'uso che vadano oltre quanto consentito dalla legge;
3. Rivendicazione di proprietà del copyright sulla base del possesso di copie o registrazioni del materiale;
4. Dichiarazione di possedere il copyright pubblicando opere di pubblico dominio su un supporto diverso.

Il copyfraud non implica soltanto un pregiudizio per un individuo o un'azienda, ma colpisce il patrimonio comune della comunità e lo aliena da questo patrimonio che le appartiene.

### False rivendicazioni di copyright
Secondo Jason Mazzone e Stephen Fishman, un'enorme quantità di opere letterarie in pubblico dominio viene ristampata e venduta da grandi editori che affermano di possedere i diritti d'autore su tali opere. Sebbene la vendita di copie di opere ormai in pubblico dominio sia un'attività legale, rivendicarne o agire con comportamenti che implicherebbero il possesso di un copyright su tali opere può costituire una frode.
Mazzone osserva che, il governo degli Stati Uniti protegge i diritti d'autore, ma fornisce scarsa protezione alle opere in pubblico dominio. Questo favorisce la diffusione di false affermazioni di copyright su opere in pubblico dominio: profitti guadagnati dagli editori che rivendicano questi diritti d'autore sono notevoli. La sezione 506 (c) del Codice degli Stati Uniti (U.S.C.), titolo 17, vieta tre distinte attività: (1) inserimento di una falsa notifica di copyright su un prodotto; (2) distribuire pubblicamente prodotti recanti un falso avviso di copyright; (3) importazione per la distribuzione pubblica di articoli che recano un falso avviso di copyright.  L'accusa di infrazione al codice deve provare che questa sia stato commessa "con intento fraudolento". Le violazioni delle sezioni 506 (c) e 506 (d) sono punibili con una multa fino a $ 2.500. Per queste infrazioni non è prevista la possibilità di azione legale contro di essa intentata da un privato cittadino. Nessuna azienda è mai stata perseguita per violazione di questa legge.
Mazzone ne conclude che il copyfraud di solito ha successo in USA poiché ci sono poche e deboli leggi che contrastino le false dichiarazioni sui diritti d'autore, accompagnate da una applicazione lassista delle stesse, inoltre sono poche sono le persone disposte a rischiare una causa legale per opporsi al pagamento di licenze in condizioni di copyfraud richiesti dai rivenditori.

### Limitazione dell'uso con le licenze

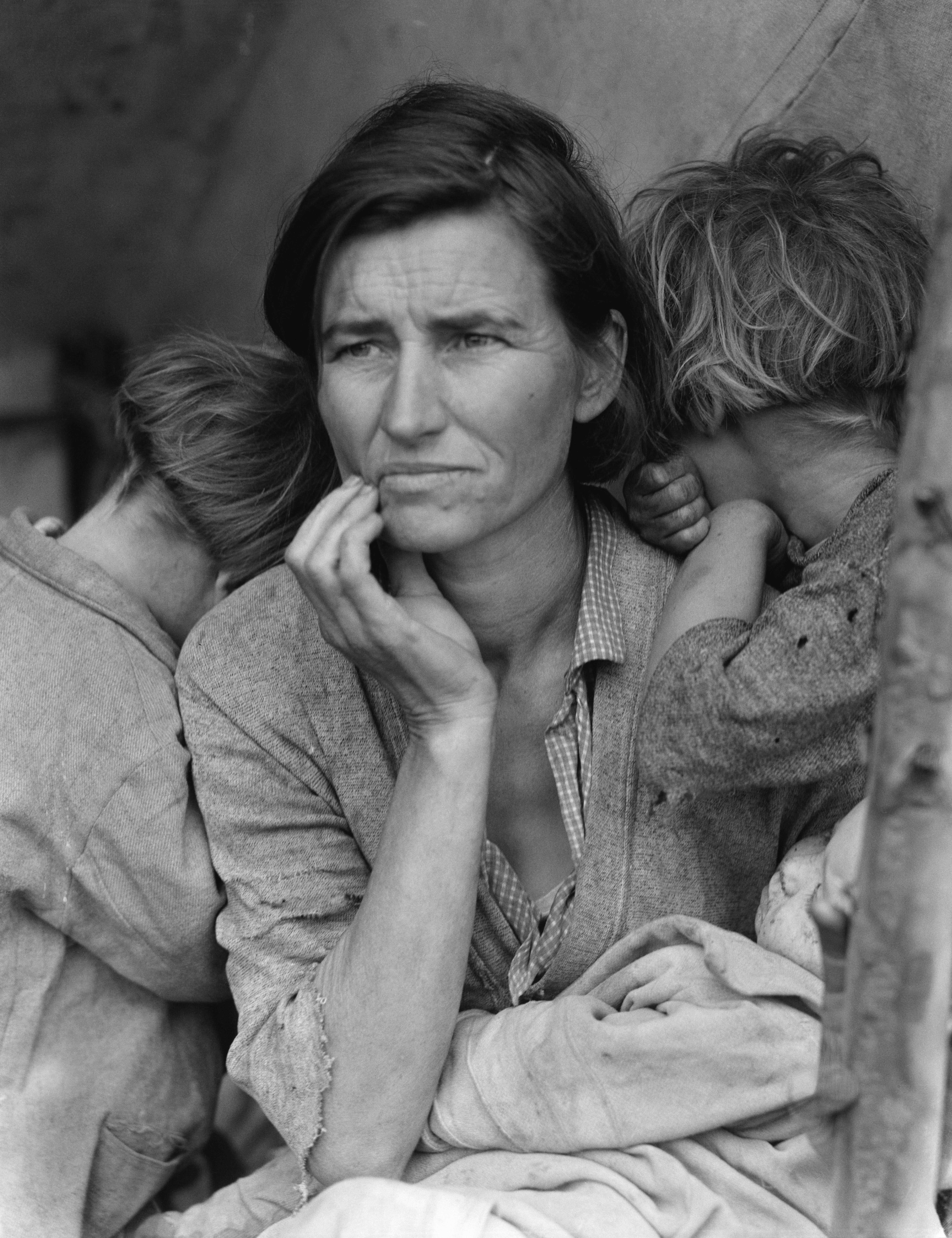
"Madre migrante", di Dorothea Lange

Le aziende che vendono materiale in dominio pubblico, accompagnato con false rivendicazioni di copyright, spesso richiedono all'acquirente di accettare un contratto comunemente indicato come licenza. Molte di queste licenze per il materiale acquistato online richiedono che l'acquirente clicchi su un pulsante per "accettare" i loro termini contrattuali prima di poter accedere al materiale.  Gli editori di libri, sia cartacei che e-book, a volte inseriscono una sorta di licenza d'uso nelle raccolte di materiale di pubblico dominio che pretende di limitare le modalità con cui l'acquirente può utilizzare il materiale stampato. Ad esempio, Dover Publications pubblica raccolte di clip art in pubblico dominio, spesso includendo dichiarazioni limitative del modo in cui tali illustrazioni possono essere utilizzate.  Fishman afferma che in questo caso, per quanto il venditore non possa citare in giudizio, ottenendone ragione, per violazione del copyright ai sensi della legge federale, chi non segue le sue richieste possa ugualmente citare in giudizio per violazione contrattuale della licenza con possibilità di successo.
Le stesse fotografie poste in pubblico dominio di Walker Evans e Dorothea Lange, e disponibili per download illimitati dalla Library of Congress, sono disponibili anche su Getty Images, ma dopo aver accettato i loro termini e pagato canoni di licenza fino a $ 5.000 per un periodo di sei mesi.
Quando la fotografa Carol M. Highsmith ha citato in giudizio Getty Images per aver questi affermato di possedere i diritti d'autore per le foto che Highsmith aveva donato al pubblico dominio, l'istituzione ha ammesso che queste immagini sono di pubblico dominio, ma che comunque aveva il diritto di addebitare una commissione per la distribuzione il materiale, poiché "distribuire e fornire accesso a contenuti di dominio pubblico è diverso dall'affermare la proprietà del copyright su di essi".
Fishman ritiene che l'utilizzo di queste licenze simili al copyright, poiché la legge federale negli Stati Uniti prevale sulla legge statale quando queste sono in conflitto, dovrebbe essere inapplicabile. Tuttavia, nei primi due casi giudiziari riguardanti violazioni di tali licenze, i tribunali hanno deciso che queste licenze fossero applicabili, nonostante il materiale utilizzato fosse di pubblico dominio: si veda ProCD, Inc. v. Zeidenberg (1996) e Matthew Bender v. Jurisline (2000).

## Tipologia di opere soggette a copyfraud

### Opere stampate
- Collezioni: una raccolta di materiale in pubblico dominio, scannerizzato e digitalizzato, o ristampato, protegge soltanto l'organizzazione o la disposizione del materiale, ma non le singole opere raccolte.[11] Tuttavia, gli editori che pubblicano molte raccolte di opere in dominio pubblico inseriscono ugualmente un avviso di copyright sull'intera pubblicazione.[6]
- Pubblicazioni del governo degli Stati Uniti: la maggior parte del testo, delle illustrazioni e delle foto pubblicate dal governo degli Stati Uniti sono di pubblico dominio e prive di copyright dall'atto della loro creazione. Alcune eccezioni potrebbero essere pubblicazioni che includano materiale protetto da copyright, come foto non governative. Ma molti editori includono un loro avviso di copyright sui documenti governativi riprodotti, come quello apposto sul Rapporto Warren.[12] Sapendo che la sanzione per falsa rivendicazione di copyright su una pubblicazione governativa riprodotta è minima, alcuni editori semplicemente ignorano queste leggi.[6]

### Biblioteche digitali

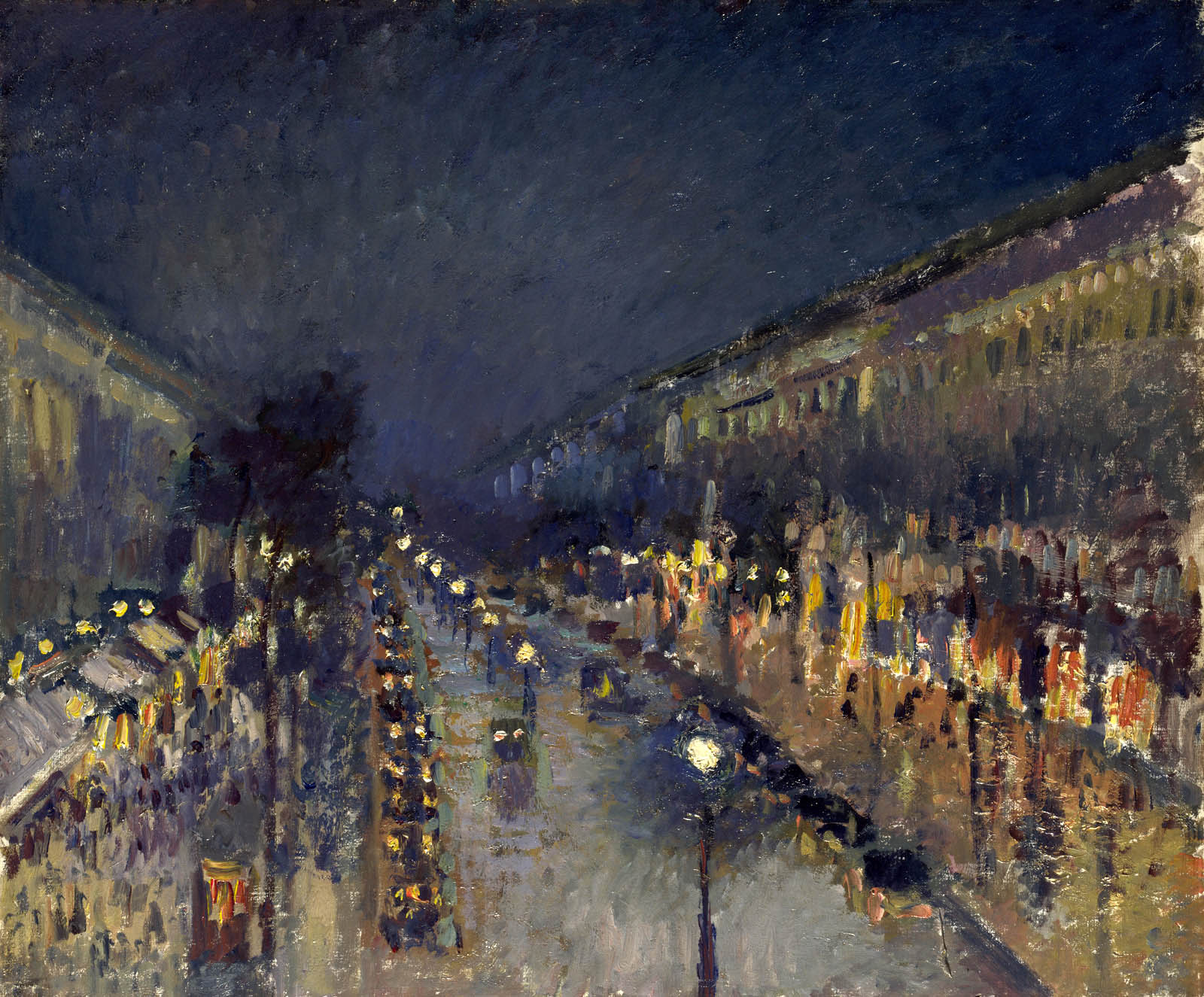
Il Boulevard Montmartre di notte di Camille Pissarro (1898)

- Arte e fotografia: gli editor spesso appongono avvisi di copyright e restrizioni sulle loro riproduzioni di opere d'arte e foto di pubblico dominio. Tuttavia, non vi è alcun diritto d'autore per una riproduzione, sia per una fotografia o anche per una riproduzione dipinta, poiché in essa non esiste una creatività originale.

A tal riguardo un famoso caso giudiziario esemplificativo è Bridgeman Art Library contro Corel Corp., discusso nel 1999, la cui sentenza afferma: "L'abilità, il lavoro o il giudizio semplicemente nel processo di copia non possono conferire originalità ...". Nonostante ciò, Mazzone osserva che la Bridgeman Art Library non è stata "scalfita dalla sua sconfitta in tribunale e continua ad asserire diritti di copyright sulle riproduzioni" di innumerevoli opere in pubblico dominio create da famosi artisti dei secoli precedenti, come Camille Pissarro.
Mazzone cita anche il caso di Corbis, fondata da Bill Gates, che è stata fusa con Getty Images, una similare società di fotografia stock. Getty ha oltre 200 milioni di articoli in vendita, la maggior parte dei quali sono stati scansionati e digitalizzati per essere venduti e distribuiti online. La sua vasta collezione comprende molte immagini di opere bidimensionali di pubblico dominio. Altre biblioteche digitali, tra cui ARTstor e Art Resource, hanno rivendicato il copyright sulle immagini che forniscono e impongono restrizioni su come le immagini possono essere utilizzate.

### Opere d'arte originali, manoscritti e archivi
Oltre alle biblioteche digitali online, un certo numero di biblioteche, archivi e musei detengono manoscritti originali, foto e opere d'arte, e affermano di avere il copyright sulle copie che questi fanno di quegli oggetti poiché ne possiedono l'originale. Tuttavia, molti di queste opere sono stati create prima del 20º secolo e sono diventate parte del pubblico dominio. Mazzone fornisce l'esempio dell'American Antiquarian Society, che ha un ampio archivio di primi documenti americani. Le sue condizioni per ottenere una copia di uno qualsiasi di questi documenti richiede l'accettazione della loro licenza, insieme a un pagamento.
Un altro archivio, il Fenimore Art Museum della New York State Historical Association di New York, richiede similmente che un utente del suo archivio accetti i loro termini prima di visitare o riprodurre qualsiasi cosa dalla sua collezione di fotografie del diciannovesimo e dell'inizio del ventesimo secolo, la maggior parte delle quali sono da tempo diventati parte del domino pubblico.

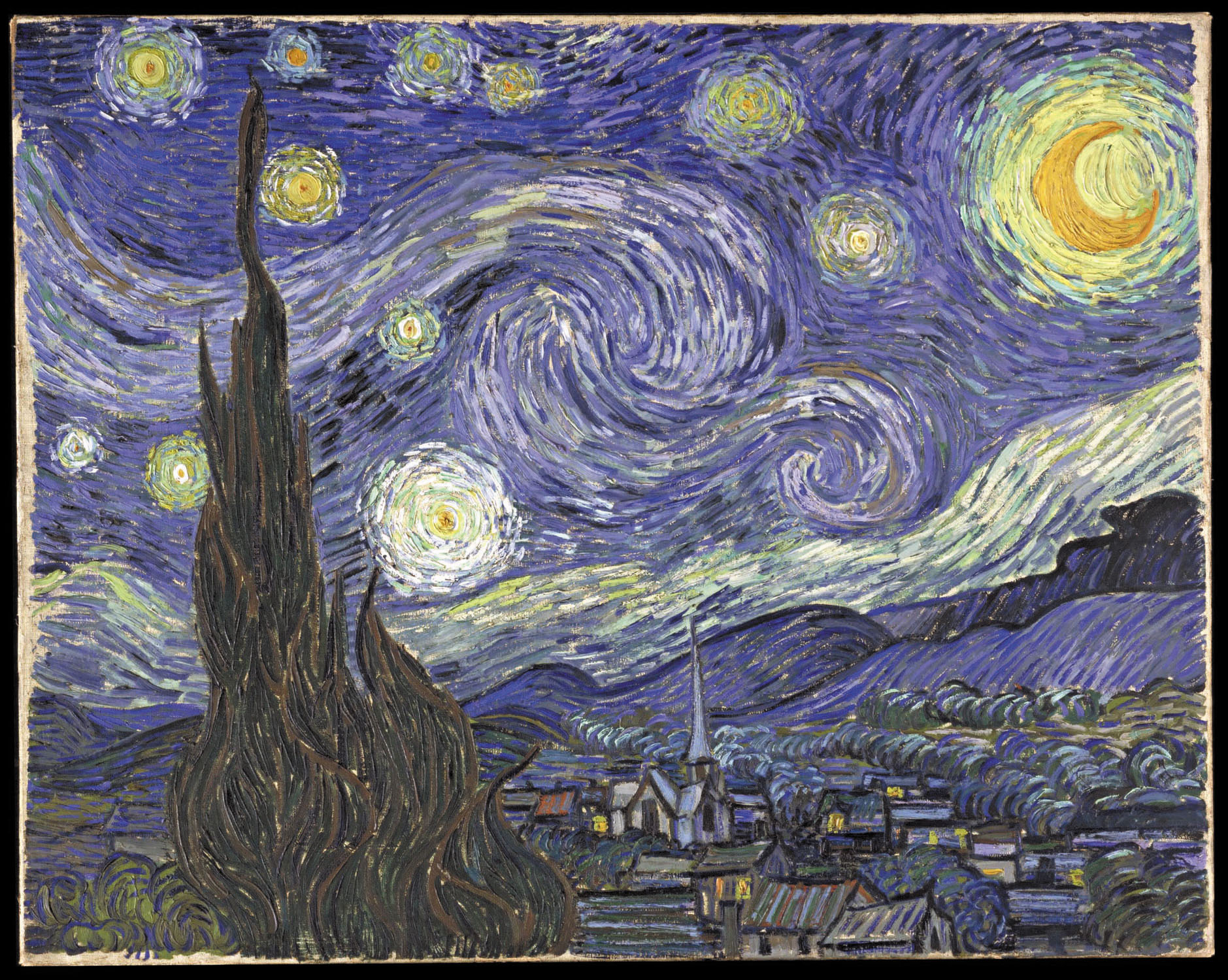
Le riproduzioni di opere di pubblico dominio di artisti come Van Gogh sono spesso stampate dai musei con un discutibile avviso di copyright.: 1042

Secondo Mazzone, archivi e musei abitualmente affermano il possesso dei diritti d'autore laddove questi non esistono e richiedono erroneamente che un utente accetti la loro licenza e termini e condizioni. L'ex presidente della Society of American Archivists, Peter Hirtle, ha scritto che "molti archivi vorrebbero mantenere una sorta di controllo simile al diritto d'autore sull'ulteriore utilizzo dei materiali nelle loro proprietà, paragonabile al monopolio concesso a un proprietario del copyright.". Mazzone giudica preoccupante la tendenza delle false rivendicazioni di copyright da parte di istituzioni pubbliche finanziate dai contribuenti: "Dovremmo poter aspettarci in cambio che le opere di pubblico dominio rimangano di dominio pubblico" e accredita la Library of Congress tra la ristretta lista di archivi che afferma correttamente se un'opera è o non è protetta da copyright.
Nel Regno Unito, è pratica abituale per i musei e gli archivi rivendicare i diritti sulle immagini del materiale nelle loro collezioni e addebitare un sovrapprezzo per il costo della loro riproduzione.
Nel novembre 2017, 27 importanti storici dell'arte, curatori di musei e critici hanno scritto al quotidiano The Times, protestando che "le tariffe addebitate dai musei nazionali del Regno Unito per riprodurre immagini di dipinti, stampe e disegni storici sono ingiustificate e dovrebbero essere abolite". Hanno commentato che "i musei affermano di creare un nuovo copyright quando fanno una riproduzione fedele di un'opera d'arte 2D mediante fotografia o scansione, ma è dubbio che ciò sia confortato dalla legge". Nella lettera hanno sostenuto che queste tariffe inibiscono la diffusione della conoscenza, le finalità stesse dei musei e delle gallerie pubbliche, e quindi "rappresentano una seria minaccia per la storia dell'arte". Pertanto, hanno consigliato ai musei nazionali del Regno Unito "di seguire l'esempio di un numero crescente di musei internazionali (come il Rijksmuseum olandese) e di fornire libero accesso alle immagini di dipinti, stampe e disegni di proprietà pubblica e privi di copyright in modo che sono liberi di riprodursi per il pubblico".

### Film di pubblico dominio
I proprietari delle copie fisiche di filmati di dominio pubblico spesso impongono restrizioni al suo utilizzo insieme all'addebito di costi di licenza per il loro utilizzo. Il risultato è che i produttori di documentari in molti casi hanno trovato praticamente impossibile realizzare un film oppure hanno abbandonato i progetti. In un caso, il regista Gordon Quinn della Kartemquin Films di Chicago ha appreso che il filmato, prodotto dal governo federale e quindi di pubblico dominio, che voleva utilizzare inserendolo in un film, era considerato protetto da copyright da un regista che ne richiedeva il pagamento per usarlo. Allo stesso modo, Jan Krawitz, professore di Stanford, aveva bisogno di incorporare una clip di pubblico dominio in un film didattico, ma l'archivio che possedeva il film non faceva distinzione tra opere protette da copyright e opere di pubblico dominio, richiedendo quindi di pagare una quota considerevole per il suo utilizzo.
Secondo Matt Dunne, che ha scritto su questo problema in una quotata rivista specializzata nel settore del cinema, i registi stanno ora "abbandonando i progetti a causa dei costi o dei materiali autocensurati ... il senso nella comunità dei cineasti indipendenti è che il problema [dell'autorizzazione di autorizzazione] ha raggiunto un punto di crisi". Di conseguenza, la rivista MovieMaker, un'altra rivista di settore, suggerisce che i produttori "non dovrebbero mai dare per scontato che un filmato sia di pubblico dominio". Mazzone descrive questa nuova "cultura del licensing" come una norma radicata costruita sulla paura di utilizzare qualsiasi lavoro precedente senza permesso. Questi costi di licenza sono in genere una parte importante del budget di un film, il che porta più produttori a tagliare semplicemente qualsiasi filmato da un film piuttosto che occuparsi dell'ottenimento delle autorizzazioni. Il motto del settore, secondo l'avvocato dello spettacolo Fernando Ramirez, è "in caso di dubbio, smettila".

## Legislazioni rilevanti

### Stati Uniti

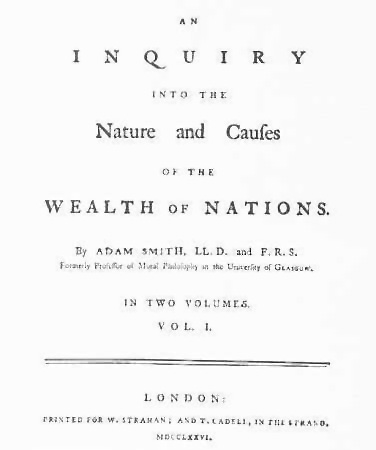
Le edizioni moderne di libri di pubblico dominio vecchi di centinaia di anni, come Wealth of Nations (1776) di Adam Smith, sono spesso vendute con una rivendicazione di copyright da parte del nuovo editore.

Nello US Copyright Act, solo due sezioni trattano affermazioni improprie di copyright su materiali di dominio pubblico: la sezione 506 (c) criminalizza gli usi fraudolenti degli avvisi di copyright e la sezione 506 (e) punisce consapevolmente la falsa rappresentazione di un fatto materiale nel domanda di registrazione del copyright. La Sezione 512 (f) punisce inoltre l'utilizzo delle disposizioni sull'approdo sicuro del Digital Millennium Copyright Act per rimuovere il materiale che l'emittente sa di non violare.
Ma lo US Copyright Act non prevede espressamente alcuna azione civile per porre rimedio a rivendicazioni illegali di copyright su materiali di dominio pubblico, né la legge prescrive sollievo per le persone che sono state danneggiate: astenendosi dalla copia o pagando una licenza per l'uso pubblico materiale di dominio. Il professor Peter Suber ha sostenuto che il governo degli Stati Uniti dovrebbe "rendere le sanzioni per frode (falsa rivendicazione di copyright) almeno altrettanto severe quanto le sanzioni per violazione; vale a dire, prendere la diminuzione ingiusta nella circolazione delle idee almeno tanto seriamente quanto il aumento indebito della circolazione delle idee".
In Australia, la sezione 202 dell'Australian Copyright Act 1968 impone sanzioni per "minacce infondate di procedimenti legali" e fornisce una causa di azione per eventuali false affermazioni di violazione del copyright. Ciò include false affermazioni di proprietà del copyright di materiale di dominio pubblico o affermazioni di imporre restrizioni sul copyright oltre a quelle consentite dalla legge.
Lo studioso legale americano Paul J. Heald ha scritto che le richieste di pagamento per falsa violazione del copyright potrebbero essere respinte in cause civili in base a una serie di teorie sul diritto commerciale: (1) Violazione della garanzia del titolo; (2) arricchimento ingiusto; (3) frode; e (4) falsa pubblicità. Heald ha citato un caso in cui la prima di queste teorie è stata utilizzata con successo in un contesto di copyright: Tams-Witmark Music Library v. New Opera Company.
Cory Doctorow, in un articolo di Boing Boing del 2014, ha notato la "pratica diffusa di porre restrizioni sulle copie digitalizzate di libri di pubblico dominio online" e le molte "potenti entità che fanno pressioni sui servizi online per una ripresa ora / fare domande in un secondo momento per rimuovere il copyright, mentre le vittime della frode non hanno una voce potente che le difenda". La professoressa Tanya Asim Cooper ha scritto che le affermazioni di Corbis al diritto d'autore nelle sue riproduzioni digitali di immagini d'arte di pubblico dominio sono "spurie ... abusi ... che limitano l'accesso all'arte che appartiene al pubblico richiedendo il pagamento di tasse inutili e soffocando la proliferazione di nuova espressione creativa, di "Progresso" che la Costituzione garantisce.
Charles Eicher ha sottolineato la prevalenza del copyfraud rispetto a Google Libri, gli sforzi di Creative Commons per "concedere in licenza" opere di pubblico dominio e altre aree. Ha spiegato uno dei metodi di copyfraud: dopo aver scansionato un libro di pubblico dominio, "riformattalo come PDF, contrassegnalo con una data di copyright, registralo come nuovo libro con un ISBN, quindi invialo ad Amazon.com per la vendita [o ] come ebook su Kindle. Una volta che il libro è in vendita ... invialo a Google Libri per l'inclusione nel suo indice. Google guadagna una piccola tangente su ogni vendita riferita ad Amazon o ad altri rivenditori di libri.

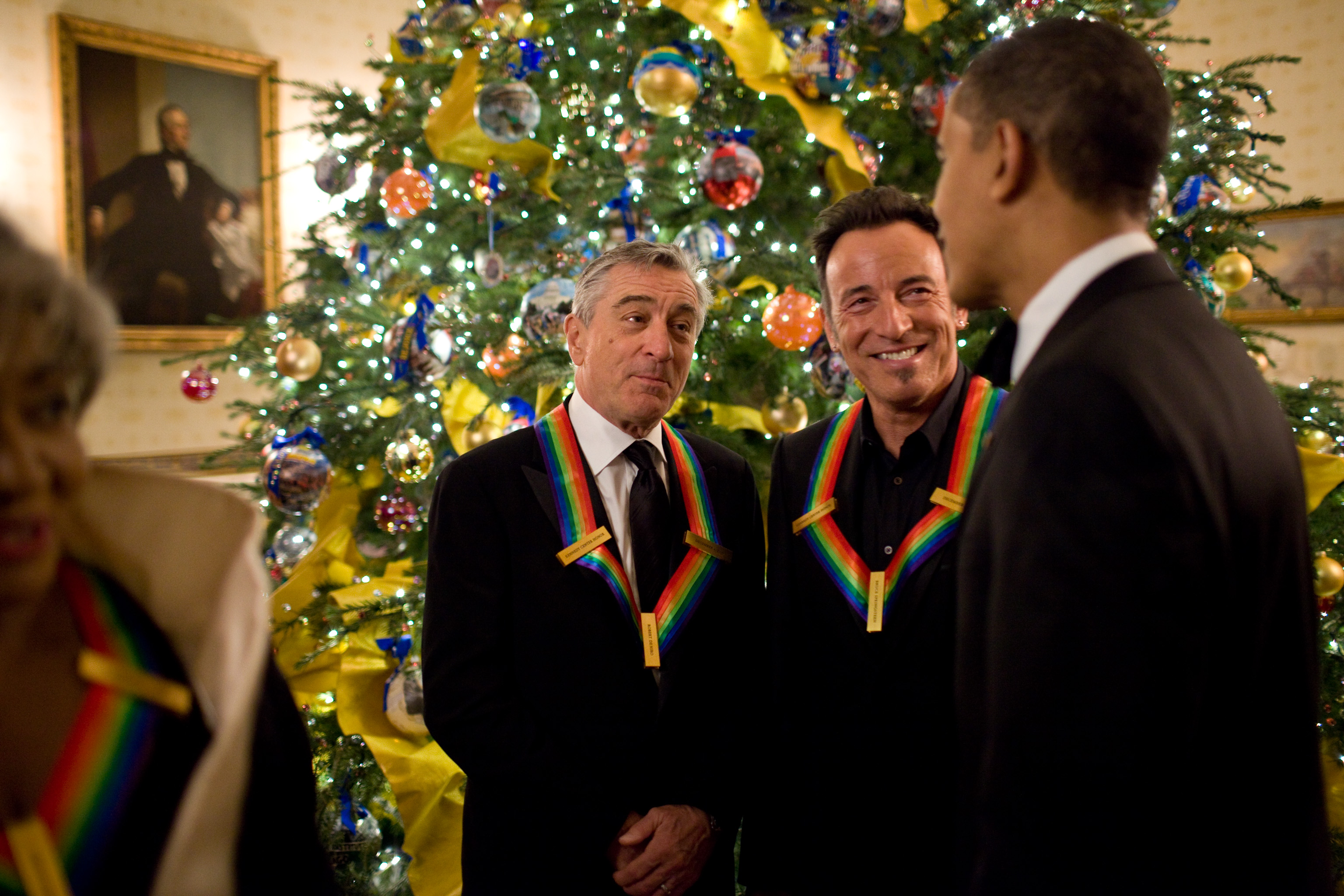
Questa immagine dall'account flickr della Casa Bianca è di pubblico dominio perché è un'opera del governo federale degli Stati Uniti. Tuttavia, contiene l'avviso che la "fotografia non può essere manipolata in alcun modo".

### Francia
Nel 2013 la deputata Isabelle Attard ha presentato un disegno di legge per tutelare il dominio pubblico, il cui articolo 7 prevede sanzioni penali nei confronti di chi pratica il copyfraud .

Durante il voto sulla legge per una repubblica digitale nel 2016, il gabinetto di Fleur Pellerin, ministro della Cultura, ha dichiarato che 
. Tuttavia, in assemblea è stato approvato un emendamento a favore del sanzionamento di tali pratiche fraudolente.

## Cause legali in merito a rivendicazioni improprie di copyright

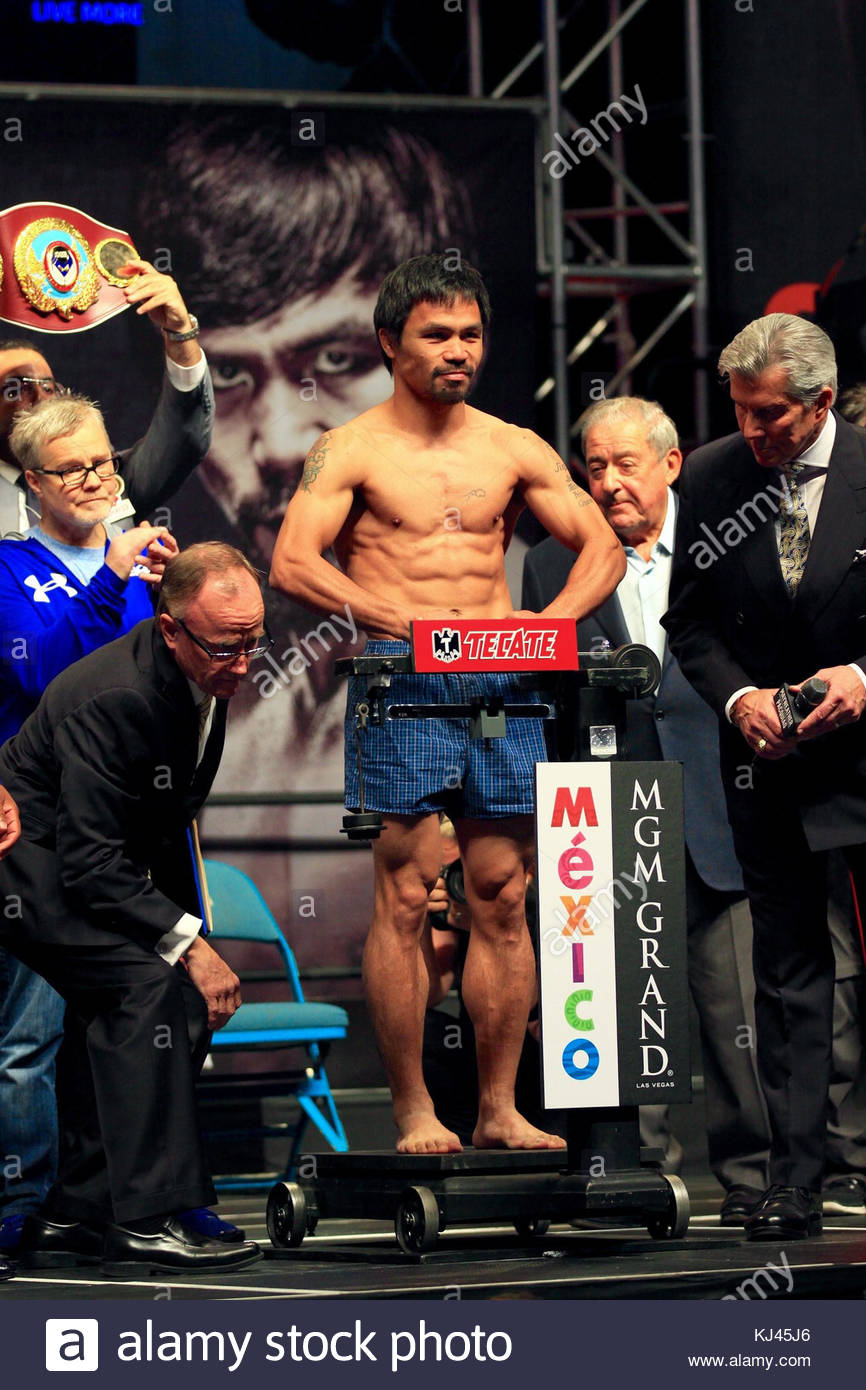
Fotografia della pesatura del pugile Manny Pacquiao con watermarks di Alamy, nonostante Alamy non ne abbia i diritti

- Nel 1984, Universal Studios fece causa a Nintendo per impedire a Nintendo di trarre profitto dal suo videogioco arcade Donkey Kong, sostenendo che Donkey Kong era troppo simile a King Kong della Universal. Gli avvocati di Nintendo hanno dimostrato che la Universal aveva sostenuto con successo nel 1975 un procedimento legale contro RKO General che King Kong era di dominio pubblico. Nintendo vinse la causa, l'appello, e un ulteriore ricorso.[32][33]
- Nel 2006, Michael Crook ha presentato false rivendicazioni DMCA (Digital Millennium Copyright Act) contro i siti web, rivendicando il copyright sugli screenshot della sua apparizione nello show di Fox News Hannity &amp; Colmes. In un accordo del marzo 2007, Crook ha accettato di ritirare le accuse, "seguendo un corso di diritto d'autore e scusandosi per aver interferito con i diritti di libertà di parola dei suoi bersagli".[34][35]
- Nel 2009, gli avvocati che rappresentano la National Portrait Gallery (NPG) hanno notificato a Derrick Coetzee, un editore / amministratore del repository multimediale di contenuti gratuiti Wikimedia Commons, ospitato dalla Wikimedia Foundation, che 3.300 immagini scaricate di opere d'arte che ospitava violavano i suoi diritti d'autore.[36]
- Nel 2013, la tenuta di Arthur Conan Doyle è stata accusata di frode da parte di Leslie Klinger in una causa in Illinois per aver chiesto a Klinger di pagare un canone per l'uso nel suo libro del personaggio di Sherlock Holmes e di altri personaggi ed elementi nelle opere di Conan Doyle pubblicate prima del 1923. La Corte Suprema degli Stati Uniti ha concordato con Klinger, stabilendo che questi personaggi ed elementi sono di dominio pubblico americano.[37]
- Nel 2013, la Good Morning to You Productions, una compagnia di documentari, ha citato in giudizio la Warner / Chappell Music per aver falsamente rivendicato il copyright della canzone "Happy Birthday to You".[38][39] Nel settembre 2015, il tribunale ha emesso un giudizio sommario dichiarando che la rivendicazione sul copyright di Warner / Chappell non era valida e che la canzone è di dominio pubblico, ad eccezione degli specifici arrangiamenti per pianoforte della canzone di Warner / Chappell.[40][41]  La giustizia americana ha stabilito che la canzone era effettivamente di pubblico dominio dal 1921[42]
- Nel 2015, Lenz v. Universal Music Corp. ha affermato che i titolari del copyright devono considerare il fair use in buona fede prima di emettere un avviso di rimozione per i contenuti pubblicati su Internet.[43][44] Boing Boing considera tali usi del DMCA come "reclami fasulli" una sorta di frode.[45] Le rivendicazioni improprie di copyright in relazione alle opere utilizzate con una licenza libera, come quella del collezionista di royalty tedesco GEMA nel 2011, sono state definite frode.[46]
- Nel 2016, la fotografa Carol M. Highsmith ha citato in giudizio due organizzazioni di fotografia stock, Getty Images e Alamy, per 1,35 miliardi di dollari per via dei loro tentativi di rivendicare il copyright e addebitare commissioni per l'uso di 18.755 delle sue immagini, che lei rilascia royalty-free. Getty le aveva inviato una fattura per una delle immagini, che ha usato sul suo sito web.[47][48] Nel novembre 2016, il tribunale ha archiviato la causa in relazione alle rivendicazioni federali sul copyright e le restanti questioni sono state risolte in via extragiudiziale.[49]
- Nel 2016, le azioni legali sono state intentate dallo stesso team legale che ha intentato la causa "Happy Birthday" del 2013, sostenendo false affermazioni di copyright rispetto alle canzoni "We Shall Overcome" e "This Land Is Your Land".[50]
- SCO Group, Inc. v. Novell, Inc.
- Gruppo criteri in linea v. Diebold, Inc. (un caso di falsa dichiarazione correlato a una rimozione DMCA)
- Nel 2019, YouTube ha intentato una causa contro un individuo di cui si presume abbia abusato delle rimozioni DMCA per estorcere denaro ad altri utenti del sito web.[51]
- L'agenzia France-Presse ha dichiarato di possedere il copyright e ha chiesto il pagamento per una fotografia di Neil Armstrong, che è stata resa di dominio pubblico dalla NASA[52].
- Nel 2012, il Consiglio generale della Dordogna ha dichiarato di possedere i diritti d'autore sui dipinti preistorici nella grotta di Lascaux e ha cercato di condannare la ZK Production per violazione di questo presunto diritto.[53]
- La biblioteca della National School of Bridges and Roads rivendica i diritti di riproduzione di opere di pubblico dominio[54].
- In Spagna, nel giugno 2017, la polizia ha arrestato un gruppo di persone che hanno modificato leggermente la musica di pubblico dominio, per approfittarne approfittando di una debolezza nella Sociedad General de Autores y Editores (es)[55].

## Riconoscimento di rivendicazioni di copyright improprie

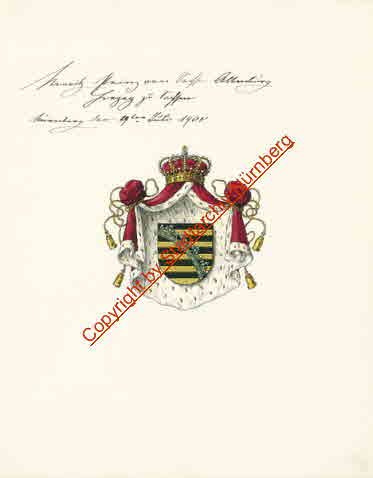
L'Archivio comunale di Norimberga rivendica un "copyright" inesistente su questa stampa

- Nel 2015, l'American Antiquarian Society, precedentemente criticata per aver rivendicato i diritti di proprietà sul materiale delle sue collezioni nel pubblico dominio, ha aggiornato il suo sito Web per riflettere una politica sui diritti e sulle riproduzioni che non rivendica il copyright. L'AAS consente agli utenti di "scaricare e utilizzare liberamente [le] immagini" sul suo database di immagini online e non richiede che l'utente citi la libreria come fonte. Inoltre, l'AAS ora consente la fotografia senza restrizioni all'interno della sua sala di lettura.[3]
- Nel 2015, due artisti effettuarono una scansione 3D del famoso Busto di Nefertiti esposto al Neues Museum di Berlino. Hanno quindi rilasciato i dati della scansione su Internet, consentendo al pubblico di copiare il busto. Il loro scopo era quello di sfidare "una cultura di 'iper-proprietà'" e "i rigidi limiti che i musei spesso pongono alla condivisione dei dati informativi riguardanti la loro raccolta con il pubblico. Anche quando i loro casi mancano di supporto legale, i musei e i governi possono provare a utilizzare il diritto d'autore o il diritto contrattuale per limitare l'accesso ai materiali culturali, per affermare di possedere tutti i dati e le immagini a titolo definitivo o per utilizzare la tecnologia di gestione dei diritti digitali per bloccare i propri dati complessivamente. Il risultato è "copyfraud" ".[2]
- Nel 2015, una società chiamata Rumblefish ha falsamente rivendicato un copyright su un video di YouTube della canzone di pubblico dominio America the Beautiful, interpretata dalla United States Navy Band, le cui esibizioni sono tutte di pubblico dominio. Dopo che il reclamo è stato contestato dall'autore del caricamento, Adafruit Industries, Rumblefish ha ritirato il reclamo. Nel 2019, lo stesso video è stato nuovamente colpito da una falsa rivendicazione di copyright, questa volta da The Orchard .[56][57]
- Nel 2015 Ashley Madison ha emesso numerosi avvisi DMCA per cercare di impedire a giornalisti e altri di utilizzare informazioni di dominio pubblico. Sony ha fatto lo stesso nel 2014.[58]
- Nel 2017, il Portogallo ha approvato emendamenti alle sue leggi antielusione che rendono illegale imporre la gestione dei diritti digitali per limitare l'utilizzo di opere che erano già di dominio pubblico.[59]
- Nel 2019, Visual China Group, il più grande fornitore cinese di fotografie di stock, ha chiuso il suo sito Web dopo aver lamentato di aver rivendicato falsamente il copyright su immagini come l'immagine del buco nero scattata dall'Event Horizon Telescope, la bandiera nazionale cinese e vari loghi aziendali, come quello di Baidu.[60]